# ألبرتو ماريوتي
ألبرتو ماريوتي (بالإسبانية: Alberto Mariotti)‏ مواليد 23 أغسطس 1935 في الأرجنتين، هو لاعب كرة قدم أرجنتيني سابق كان يلعب كمدافع. سبق له أن لعب في كأس العالم لكرة القدم مع منتخب بلاده.

## المسيرة الاحترافية

### أندية لعب لها
- تشاكاريتا جيونيورز
- نادي سان لورينزو
- أرجنتينوس جونيورز

## روابط خارجية
- ألبرتو ماريوتي على موقع الاتحاد الدولي (مؤرشف)  (الإنجليزية)
- ألبرتو ماريوتي على موقع قاعدة بيانات كرة القدم.إي يو (الإنجليزية)
- ألبرتو ماريوتي على موقع ناشيونال فوتبول تيمز (الإنجليزية)
- ألبرتو ماريوتي على موقع عالم كرة القدم.نت (الإنجليزية)